# Дощ, пара та швидкість
«Дощ, пара та швидкість» (англ. Rain, Steam and Speed — The Great Western Railway) — картина англійського художника Вільяма Тернера, яка була вперше представлена 1844 року на виставці в Королівській академії мистецтв. Зберігається в Національні галереї (Лондон).

## Опис
На картині художник зобразив поїзд у русі. Це одне з перших зображень поїзда в образотворчому мистецтві. Єдиною деталлю, яку можна чітко розрізнити, є труба паровоза. Все інше розчиняється в золотавому мареві. На картині можна розгледіти опори мосту та човен з двома пасажирами.
Цю картину Тернер створив після поїздки Великою західною залізницею, що пов'язувала південний захід Англії, Західні землі та Південний Уельс з Лондоном. Вважається, що на картині зображено залізничний міст Мейденгед через Темзу між містечками Теплов (Taplow) і Мейденгед (Maidenhead). На полотні зображено вид на схід у бік Лондона.

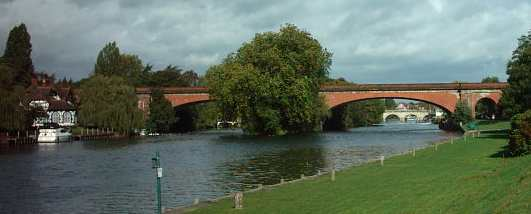
Залізничний міст Мейденгед